# Reserva Florestal N'Zo
Reserva Florestal N'Zo é uma área protegida de floresta tropical na Costa do Marfim. É um importante refúgio para os chimpanzés da subespécie verus.
Juntamente com o Parque nacional de Taï, esta reserva detém quase metade da população total de chimpanzés na Costa do Marfim.